# Konstantin Kisin
Konstantin Vadimovich Kisin (ryska: Константин Вадимович Кисин), född 25 december 1982 i Moskva, är en rysk-brittisk satiriker, podcastare, skribent och politisk kommentator.
Kisin har skrivit för flera publikationer inklusive Quillette, The Spectator, The Daily Telegraph och Standpoint om ämnen som berör censur inom techvärlden, wokekultur, komedi och kulturkrig, men har senare istället publicerat artiklar på sin egen Substack. Sedan starten 2018 är han och kollegan Francis Foster programledare till programmet Triggernometry som visas på YouTube.

## Uppväxt
Kisin föddes och växte upp i Moskva i forna Sovjetunionen. Hans föräldrar, Marina och Vadim, var 18 och 20 år gamla när han föddes. Hans farmor föddes i Gulag. Hans familj har judiskt påbrå. Kisins erfarenheter från Sovjet har haft stor inverkat på hans världsbild. Vid 11 års ålder flyttade han till Storbritannien.

## Arbetsliv
Sedan april 2018 driver Kisin och kollegan Francis Foster programmet Triggernometry som visas på YouTube och där de samtalar med en inbjuden gäst, vanligtvis akademiker, författare eller politiker. Avsnitt av Triggernometry får ofta högre tittarsiffror än BBC:s Newsnight och andra liknande program på marksänd TV.
2019 framträdde han som ståuppkomiker med sin show "Orwell That Ends Well" som fick ett blandat mottagande.
Kisins bok An Immigrant's Love Letter to the West publicerades 2022. I en recension i The Telegraph skrev Douglas Murray väl om den och den högsta betyg. Boken gick in på Sunday Times lista över bestsellers på plats 5.